# 谚语
谚语是流传于民间而言简意赅的反映一定道理的语句，反映了人民生活的实践经验，一般都是口语形式留傳下來的通俗易懂短句。所有的人類社會都有自己的諺語和俗話，對諺語和俗語的使用。

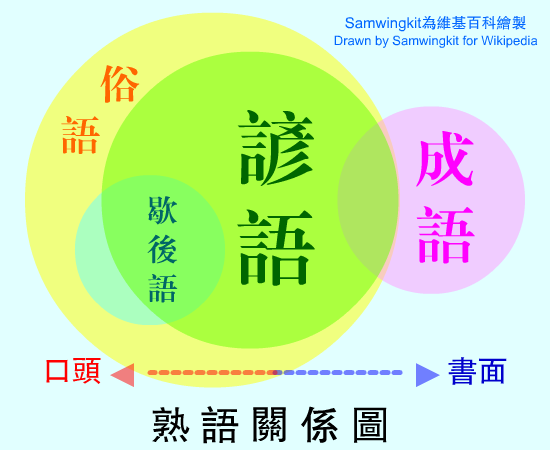
熟語關係圖

和谚语相似但又不同的有成语、歇后语等。

## 形式
谚语主要是口语形式的，而成语主要以书面语形式存在；成语言简意赅，在汉语多以四字表示，而谚语多為生活經驗口語化字数相对较多，有時前後兩句有押韻對仗方式出現易懂易記。

### 歇后语和谚语
- 如果谚语是對比型態的話，當只說前句，而隱藏後句，便成了現成的歇后语　：
  - 天無百日晴（花無百日香）——人無一世富

- 如果谚语是前後類比的話，
  - 剃头担子一头热（谚语）
  - 剃头担子——一头热（歇后语）

## 各地

### 相近諺語
有時候，不同語言的諺語有高度的相似性，如「飲水思源」，对应的普通话谚语是“吃水不忘挖井人”，而闽南语諺語则是“吃果子拜樹頭”。
又如“晚吃蘿蔔早吃薑，不必醫生開藥方”在英文当中也有“一日一苹果，医生远离我”（An apple a day keeps the doctor away）的相近谚语。
粵語諺語“牛唔飲水唔撳得牛頭低”，與日語諺語（即使能把馬帶到水邊，也不能強迫讓它喝水）的意思相近。
西班牙谚语：“No se ganó Zamora en una hora”，即「薩莫拉不是一天能攻下的」，意為「大業非一蹴可幾」，相当英谚「羅馬不是一天造成的」（“Rome wasn't built in a day”）。
中文谚语：“小时偷针，大时偷金”，在法语中也有同样意思的谚语：“Qui Vole un Noeuf, Vole un Boeuf”（谁偷了鸡蛋，就是谁偷了牛）。
普米语谚语：“qiip tsait khiip qhop kuwm，khiip tait khiip qwowt kuwp”，即「小时偷针，大时偷牛」，相当于中文谚语「小时偷针，大时偷金」，其背后说明的是同一道理，即从小要养成良好习惯，长大后才不至于误入歧途。
| 中文               | 日文 | 英文                                                 |
| ------------------ | ---- | ---------------------------------------------------- |
| 覆水難收           |      |                                                      |
| 不入虎穴，焉得虎子 |      |                                                      |
| 破釜沉舟           |      | cross the Rubicon （源自恺撒的名言：Alea iacta est） |